# Stacey Dash
Stacey Lauretta Dash (New York, 20 gennaio 1967) è un'attrice statunitense.
Stacey Dash è ricordata principalmente per aver interpretato Dionne Davenport nel film Ragazze a Beverly Hills (1995) e nell'omonima serie TV.
Inoltre è apparsa nel telefilm Willy, il principe di Bel-Air in un episodio del 1994.
Dal 2011 è tra le protagoniste della serie TV Single Ladies.

## Filmografia

### Cinema
- Manhattan Warriors (1987)
- Un folle trasloco (1988)
- Tennessee Nights (1989)
- Pioggia di soldi (1992)
- Mezzo professore tra i marines (1994)
- Ragazze a Beverly Hills (1995)
- Vendetta in blu (1995)
- Cold Around The Heart (1997)
- Personals (1999)
- The Painting (2001)
- Paper Soldiers (2002)
- Una hostess tra le nuvole (2003)
- Gang of Roses (2003)
- Corri o muori (2003)
- Lethal Eviction (2005)
- 2 Young 4 Me - Un fidanzato per mamma (2007)
- Ghost Image (2007)
- Nora's Hair Salon II (2008)
- Fashion Victim (2008)
- Phantom Punch (2008)
- American Primitive (2009)
- Chrome Angels (2009)
- Dysfunctional Friends (2011)
- House Arrest (2012)

### Televisione
- I Robinson (1 episodio, 1985)
- Willy, il principe di Bel-Air (1 episodio, 1994)
- Ragazze a Beverly Hills (1996-1999)
- Single Ladies - serie TV, 11 episodi (2011)

## Doppiatrici italiane
- Roberta Paladini in Mezzo professore tra i marines
- Francesca Fiorentini in Ragazze a Beverly Hills
- Laura Latini in 2 Young 4 Me - Un fidanzato per mamma
- Federica De Bortoli in Ragazze a Beverly Hills (serie televisiva)